# مشروبات تونسية

## المشروبات غير الكحولية

### المشروبات الغازية
تهيمن المشروبات الغازية على سوق المشروبات التجارية غير الكحولية. من أبرز الماركات العالمية المستهلكة في البلاد كوكاكولا، أبلا (ماركة ألمانية)، شويبس (ثلاثتهم من إنتاج شركة التبريد ومعمل الجعة بتونس). وفيرجن البريطانية (إنتاج مجموعة المؤدب). وتجدر الإشارة أن بيبسي غائبة عن السوق التونسية منذ إغلاق مصنعها مع مطلع الألفية. من أبرز الماركات المحلية بوڨا (شركة التبريد ومعمل الجعة بتونس)، ڨيڨا (الشركة الجديدة للمشروبات الغازية) وسيدر المؤدب (مجموعة المؤدب).

### العصائر
```
توجد أيضا عدة ماركات 
عصير
 أغلبها محلية.
```

### المياه المعدنية

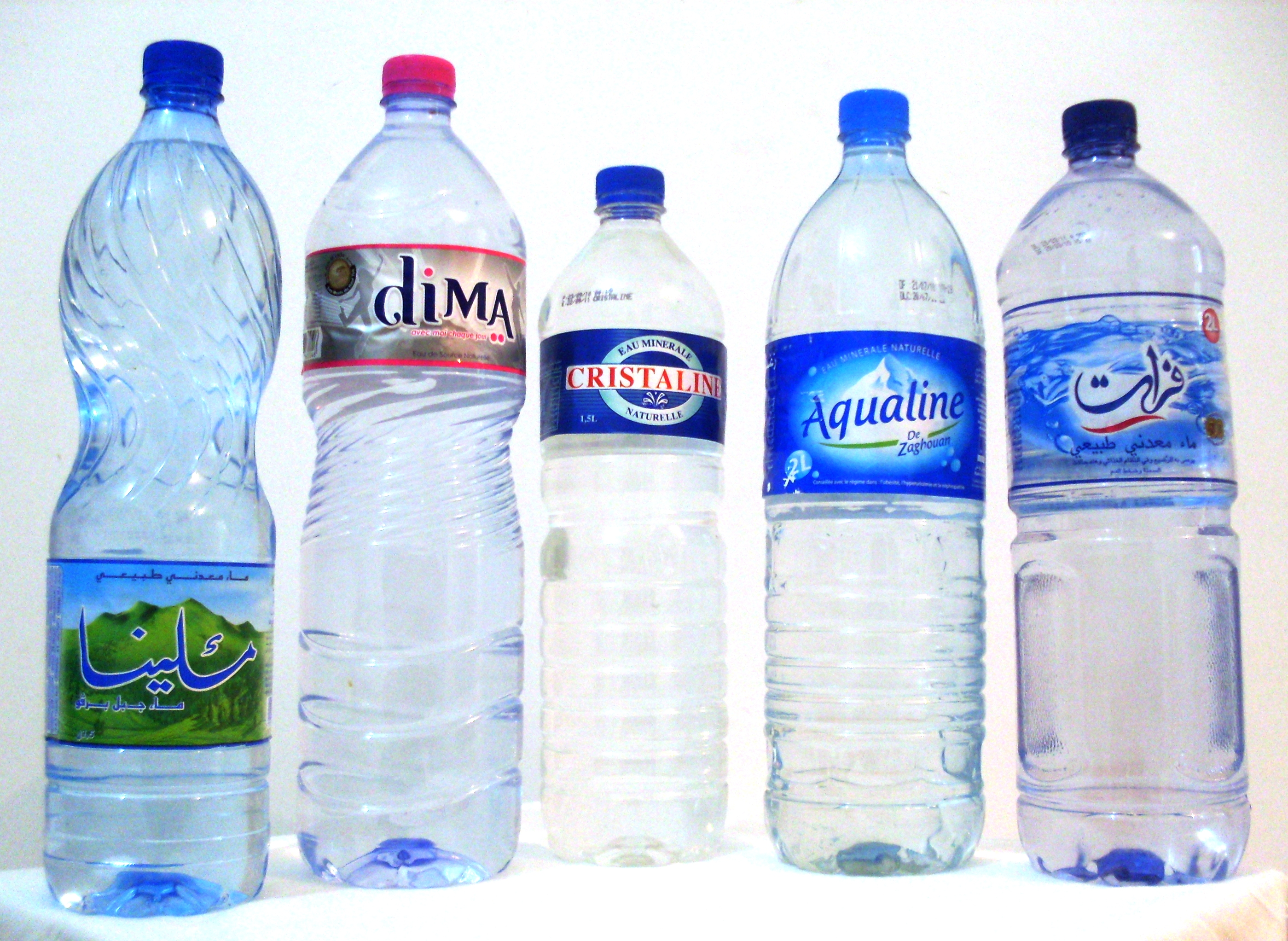
مياه معدنية تونسية

يوجد في تونس عدة ينابيع تستخرج منها عدة ماركات للمياه المعدنية من أبرزها:
- ڨارسي، عين ڨارسي التي تنبع غرب مدينة النفيضة ولاية سوسة.
- رويال (سابقاً كريستال)، التي تعلب من عين سكرة الواقعة قرب مدينة سليانة.
- صابرين، وتعلب من عين ماء تقع قرب مدينة الشبيكة في ولاية القيروان.
- مليتي، التي تستخرج من عين البيضاء قرب مدينة تبرسق ولاية نابل.
- فرات، التي تستخرج من عين تقع قرب مدينة الوسلاتية، ولاية القيروان.
- صافية، التي تستخرج من ينبوعين مختلفين يقعان في ولاية الكاف.
- حياة، التي تستخرج من ينبوع في ولاية سيدي بوزيد.
- أُقتر، عين أُقتر على طريق قربص ولاية نابل.
- مروى، ماء معدني من جومين ولاية بنزرت.
- جنات، ماء معدني من حفوز ولاية القيروان.
- كريستالين، ماء معدني من زغوان.
- أكوالين، ماء معدني من جبل ولاية زغوان.
- برستين، ماء معدني من زغوان.
- جكتيس، ماء معدني من جكتيس ولاية مدنين.
- ديما، ماء معدني من عين "مرادا" بمنطقة قلعة سنان ولاية الكاف.
- معين، ماء معدني من ولاية تطاوين.
- بالما، ماء معدني من ولاية قفصة.
- أوفيا، ماء معدني من ولاية صفاقس.
- تيجان، ماء معدني  من جلمة ولاية سيدي بوزيد.
- دليس، ماء معدني  من جلمة ولاية سيدي بوزيد.
- ملينا، ماء معدني من جبل برڨو ولاية سليانة.
- مي تونس، ماء معدني من تبرسق ولاية باجة.
- فيفيان (سابقاً أوفيا)، ماء معدني من صواف ولاية زغوان.
- دنيا، ماء معدني من حاجب العيون ولاية القيروان.
- صحة، ماء معدني من ولاية زغوان.
- طيبة، ماء معدني من منابع جبال القصرين ولاية القصرين.
- بريماكوا، ماء معدني من منابع جبال القصرين ولاية القصرين.
- إلاكسير (سابقاً ريان)، ماء معدني من منابع جبال القصرين ولاية باجة.
- ميرا، ماء معدني من ولاية القيروان.
- بية، ماء معدني من ولاية القيروان.

### المشروبات التقليدية
من أبرز المشروبات التقليدية التونسية:
- البوزة، وهو شراب يعد انطلاقا من الفستق.
- البسيسة، وتعد انطلاقا من طحين القمح أو الشعير.
- الشاي بالبندق.
- اللاقمي، وهو مشروب يستخرج من النخيل.

## المشروبات الكحولية
عرفت البلاد التونسية منذ القدم بإنتاجها لعدة أنواع من النبيذ. ترتكز أغلب مزارع العنب في الوطن القبلي شمال البلاد. ومن أشهر ماركات النبيذ مرناق (نبيذ أحمر)، ماغون (نبيذ أحمر أو أبيض) وجنان الباي (نبيذ وردي). خارج النبيذ، اشتهرت تونس بإنتاج البوخة وهي مشروب روحي يستخرج من التين ويرجع إنتاجه إلى القرن التاسع عشر. يهيمن على قطاع الجعة بيرة «سلتيا» (إنتاج شركة التبريد ومعمل الجعة بتونس) وهي بيرة شقراء درجة الكحولة فيها 4.5%. تنتج أيضا محليا ماركة لوفنبرو الألمانية (إنتاج شركة التبريد ومعمل الجعة بتونس أيضا)، ومن المنتظر البدء قريبا في إنتاج ماركة هينيكن في جهة قرمبالية في إطار شراكة بين الشركة الهولندية ومجموعة بوجبل.